# Cornelis Meeuwsen
 (mai 2023).
Cornelis Meeuwsen (né le 17 mars 1826 - 30 avril 1896) est un administrateur colonial néerlandais et cultivateur de tabac, qui fait carrière dans l'administration de la Côte-de-l'Or néerlandaise et qui devient gouverneur par intérim pendant le congé européen du gouverneur Cornelis Nagtglas entre le 7 mai 1860 et le 21 janvier 1861,,.

## Biographie
Cornelis Meeuwsen est né à Huissen en tant que dixième enfant de Gradus Meuwsen et Gertrudis Steenhof. Son père et son grand-père cultivaient tous deux le tabac, une culture populaire à Huissen au milieu du XIXe siècle.
L'expérience de Cornelis avec la culture du tabac est l'une des principales raisons de le recruter pour le service sur la Côte-de-l'Or néerlandaise, car le gouvernement colonial commence une plantation de tabac dans le jardin gouvernemental d'Elmina. Cornelis est nommé assistant sur la côte par décret royal du 21 juin 1848 et est parti pour la Côte-de-l'Or néerlandaise le 14 novembre 1848, arrivant le 11 février 1849. 
Cornelis développe une plantation de tabac à Simbo, qui a plus de succès que la plantation établie sur un sol pauvre dans le jardin du gouvernement à Elmina. Cependant, la plantation Simbo peine à attirer des ouvriers et ferme le 30 juin 1855. 
Cornelis est promu résident sur la côte le 1er décembre 1855 et poursuit sa carrière dans l'administration coloniale en tant que commandant du fort San Sebastian à Shama. Le 14 mai 1856, il est nommé commandant du fort Orange à Sékondi.
De retour sur la Côte-de-l'Or le 11 septembre 1857 après un congé européen d'un an, Cornelis est nommé comptable, procureur, secrétaire du gouvernement et caissier, succédant à Petrus Jacobus Runckel. Ce bureau fait de Cornelis le commandant en second de la colonie. Pendant le congé européen de Nagtglas entre le 7 mai 1860 et le 21 janvier 1861, Cornelis exerce les fonctions de gouverneur par intérim.
Cornelis retourne aux Pays-Bas le 14 avril 1861 et est honorablement relevé de ses fonctions par arrêté royal du 27 octobre 1861. Presque immédiatement après son retour, le 19 juin 1861, il épouse Hendrina Johanna Leijser, avec qui il a six enfants. Il s'installe à nouveau à Huissen, où il est membre du conseil municipal.
Cornelis Meeuwsen est décédé le 30 avril 1896, âgé de 70 ans.